# Enzo Guarini
Enzo Guarini, all'anagrafe Vincenzo Guarini (Venafro, 28 febbraio 1932 – Roma, 30 marzo 1991), è stato un cantautore, attore e conduttore televisivo italiano.

## Biografia
Dopo aver trascorso l'infanzia nella sua città ed aver imparato a suonare la chitarra da autodidatta, conseguita la maturità classica, si trasferisce a Napoli per frequentare l'Università: qui ha le prime esperienze musicali, entrando nel complesso I Mattatori, con cui incide i primi 45 giri per la Adventure, sottoetichetta della Durium; nel gruppo inizierà la sua carriera, tra gli altri, Lucio Battisti.
In questo periodo collabora anche con Totò Savio.
Nel 1961 si trasferisce a Roma e, dopo aver firmato un contratto con l'RCA Italiana, ottiene un buon successo con Castelli di sabbia, di cui è anche autore, arrangiata da Luis Bacalov.
Altri successi incisi con l'etichetta negli anni seguenti sono Bugie, L'affittacamere e Kim (dedicata all'attrice Kim Novak), canzoni che Guarini presenta in vari programmi televisivi in cui ha modo di mettersi in luce anche come showman; inizia quindi un'attività parallela a quella musicale come cabarettista e conduttore radiofonico e televisivo.
Nel 1964 interpreta il Signor Luigi nella riduzione televisiva di Il giornalino di Gian Burrasca, per la regia di Lina Wertmüller, in cui ha modo di recitare con Rita Pavone, Arnoldo Foà ed Odoardo Spadaro.
Negli anni seguenti recita in alcuni musicarelli, tra cui in particolare è da ricordare Zum Zum Zum - La canzone che mi passa per la testa (per la regia dei fratelli Bruno e Sergio Corbucci), in cui Guarini nella parte di Luigino Monticelli caratterizza il suo personaggio di figlio di papà viziato e nullafacente.
Nel 1969 recita nuovamente per uno sceneggiato televisivo, Le avventure di Ciuffettino, realizzato da Angelo D'Alessandro per La TV dei ragazzi.
Non abbandona la musica, continuando ad incidere vari 45 e 33 giri per tutto il decennio con altre etichette, ed effettuando varie tournée, anche all'estero; recita inoltre in teatro, non solo in ruoli brillanti.
Nel 1985 forma con Maurizio Santilli il duo comico I Guarilli, con cui mette in scena alcuni spettacoli di teatro-cabaret; Guarini, inoltre, ha recitato anche in molti spot pubblicitari.
Colpito da un aneurisma nella sua casa di Roma, dopo un intervento chirurgico muore nel 1991.

## Discografia parziale

### Album
- 1968: Sorridete prego! (Prima, MH 2004)
- 1972: Enzo Guarini (Idea, IL 5000; tracce Lato A: Carnevale/La gente/Lunedì te le ridò/'na luce nova/Per un amore/Ore che tu sei con me; Lato B: Giù dal cielo/Un uomo piccolo/Ti prego/Il solo grande amore/L'acqua/Come posso crederti)
- 1975: Il dito sulla Mala (con Corinna) (Universal, LOX 50024)

### Singoli
- 1961: Castelli di sabbia/Non devi piangere (RCA serie Europa, PM 3048)
- 1962: La vetrina/Nel tuo piccolo cuore (RCA Victor serie Europa, PM 3108)
- 1962: Kim/L'affittacamere (RCA Victor serie Europa, PM 3135)
- 1966: Lo guarracino/All'oscuro di tutto (CAM, CDR 46-31)
- 1968: Per ritornare a te/Quello che dirai di me (Prima, MH 2006)
- 1969: Io e Paganini/L'uomo della domenica (Prima, MH 2007)
- 1969: Tammurriata nera/'o viulino (Prima, MH 2008)

### Singoli con i Mattatori
- 1961: Passione/T'aspetto (Adventure, AV A 1179)

## Filmografia
- Il giornalino di Gian Burrasca, regia di Lina Wertmüller (1964) - serie TV
- Zum Zum Zum - La canzone che mi passa per la testa, regia di Bruno e Sergio Corbucci (1968)
- Zum Zum Zum nº 2, regia di Bruno Corbucci (1969)
- Il suo nome è Donna Rosa, regia di Ettore Maria Fizzarotti (1969)
- Le avventure di Ciuffettino, regia di Angelo D'Alessandro (1969) - tv
- Nel giorno del Signore, regia di Bruno Corbucci (1970)
- Il provinciale, regia di Luciano Salce (1971)
- Vogliamo i colonnelli, regia di Mario Monicelli (1973)
- Quel movimento che mi piace tanto, regia di Franco Rossetti (1975)
- Qui comincia l'avventura, regia di Carlo Di Palma (1975)
- Un amore targato Forlì, regia di Riccardo Sesani (1976)
- Il piccione di piazza S. Marco, regia di Georges Lautner (1980)
- Cinéma 16, regia di Josée Dayan (1981) - serie TV
- Ti spacco il muso, bimba!, regia di Mario Carbone (1982)
- Una donna senza nome, regia di Luigi Russo (1985)
- Casa Vianello, regia di Paolo Zenatello e Cesare Gigli (1988) - serie TV